# 何塞·托里维奥·梅里诺
何塞·托里比奥·梅里诺·卡斯特罗（西班牙語：José Toribio Merino Castro，1915年12月14日—1996年8月30日），是智利海军军官，曾担任智利海军总司令、军事执政委员会主席，是1973年智利政变主导者之一。

## 生平
1915年，出生于智利科金博大区埃尔基省的拉塞雷纳的海军中将家庭。
1927年，跟随父亲出使欧洲。
1930年，返回智利。
1936年，毕业于海军学校，获得海军准尉军衔。
1937年，获得海军少尉军衔。
1940年，获海军中尉军衔。
1944年，作为志愿者加入美国海军，参加太平洋战争。
1945年，返回智利，获得海军上尉军衔。
1950年，任拉托雷战列舰担任舰长。
1952年，任帕普多号护卫舰指挥官。
1955年，任智利驻英国大使馆武官。
1958年，在智利海军参谋部工作。
1959年，任安加莫斯号运输船指挥官。
1960年，在海军战争学院担任教官。
1962年，任威廉姆斯上将号驱逐舰指挥官。
1964年，任智利海军部队副总参谋长。
1966年，获得海军少将军衔。
1969年，任海军武器部主任。
1970年，获得海军中将军衔，任瓦尔帕莱索军区海军总指挥。
1973年，参加军事政变，指挥海军配合陆军控制国内局势。9月，任军事执政委员会副主席，获得海军上将军衔。
1981年，任军事执政委员会主席。
1984年，智利和阿根廷签订和平友好条约。
1990年，辞去职务退休。
1996年，因病逝世。